# Músculo abdutor curto do polegar
O músculo abdutor curto do polegar (ou músculo abdutor breve do polegar) é um músculo na mão responsável pela abdução do polegar.

## Embriogênese
Origina-se do mesênquima da camada somática do mesoderma lateral do embrião.

## Ação
A abdução do polegar pode ser definida como o movimento do polegar anteriormente, na direção perpendicular à palma da mão. O músculo abdutor curto do polegar faz isso agindo na ligação carpo-metacarpal e na ligação metacarpo-falangeal.
Ele também ajuda nos movimentos de oposição e extensão do polegar.

## Imagens Adicionais

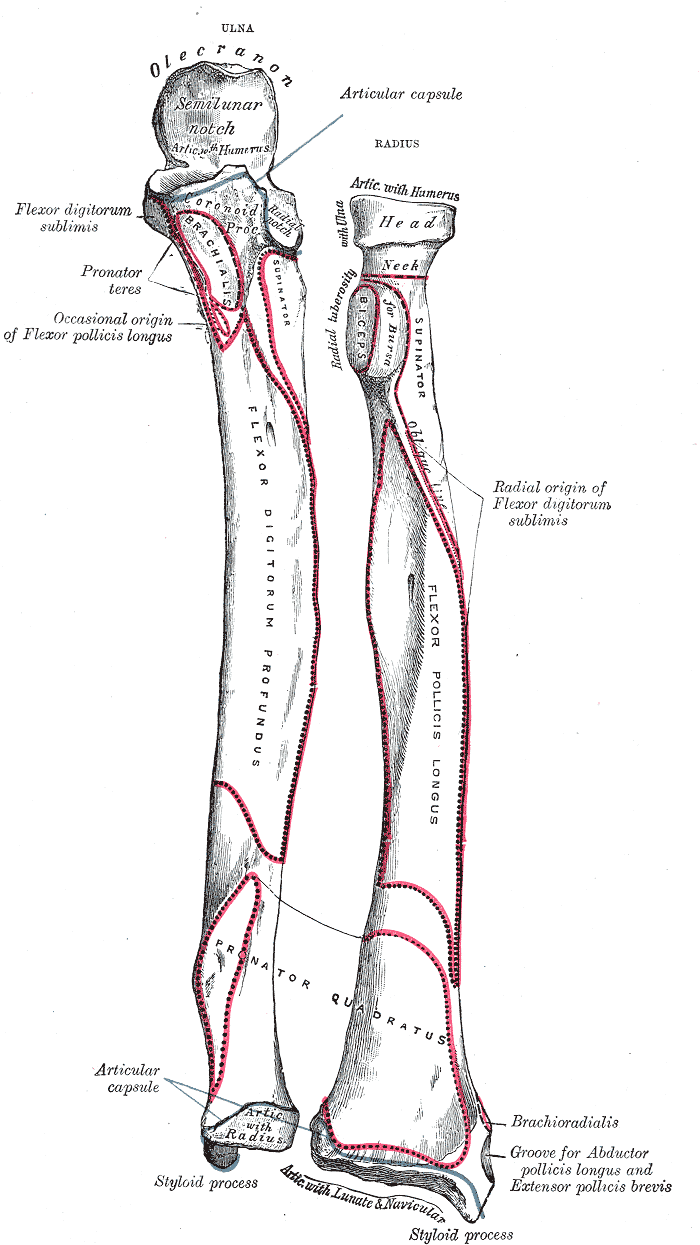
Ossos do antebraço esquerdo. Aspecto anterior.
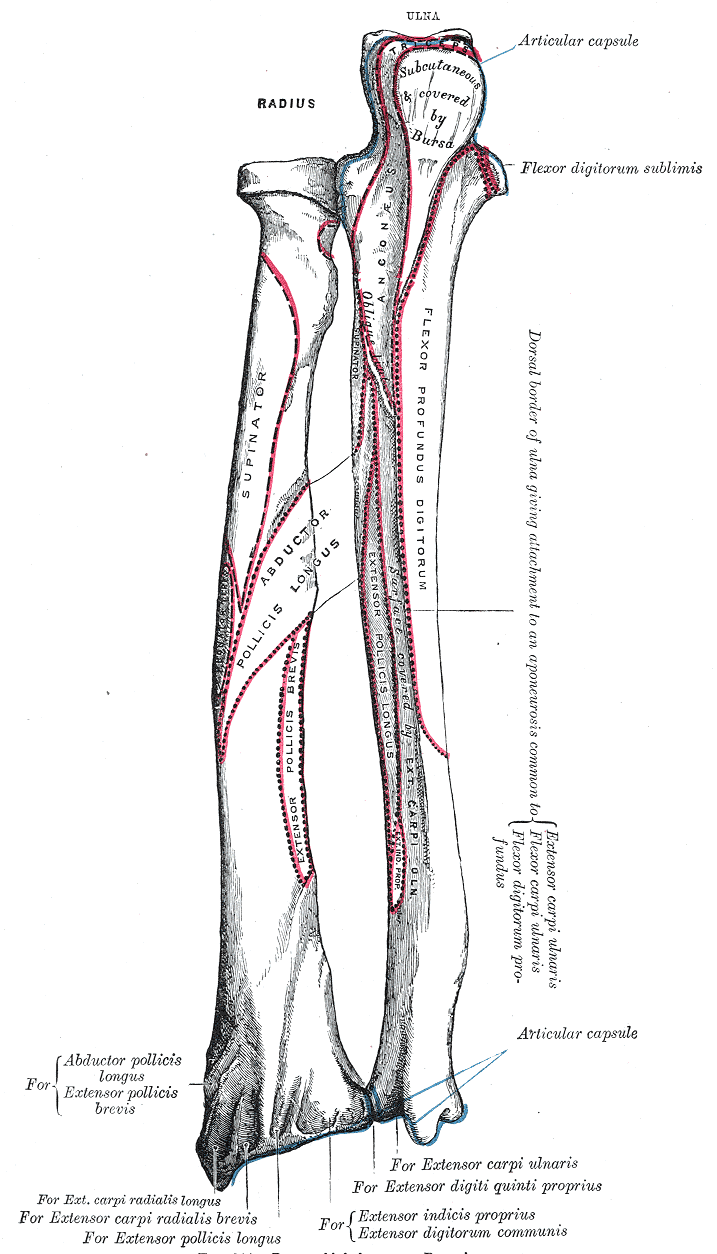
Ossos do antebraço esquerdo. Aspecto posterior.
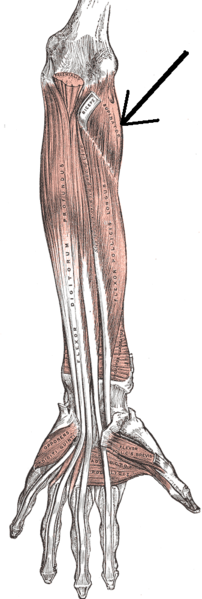
Visão frontal dos ossos do antebraço esquerdo. Músculos dorsais profundos.
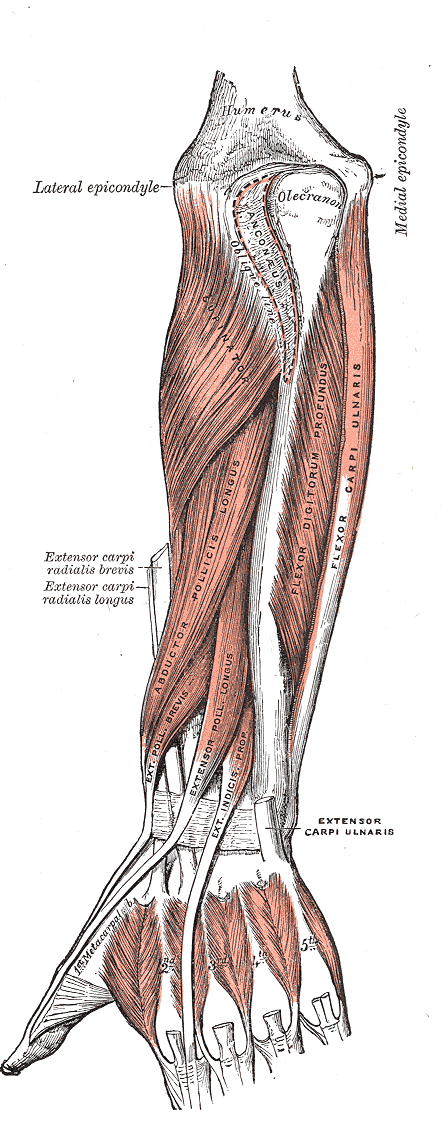
Visão posterior do antebraço. Músculos dorsais profundos.
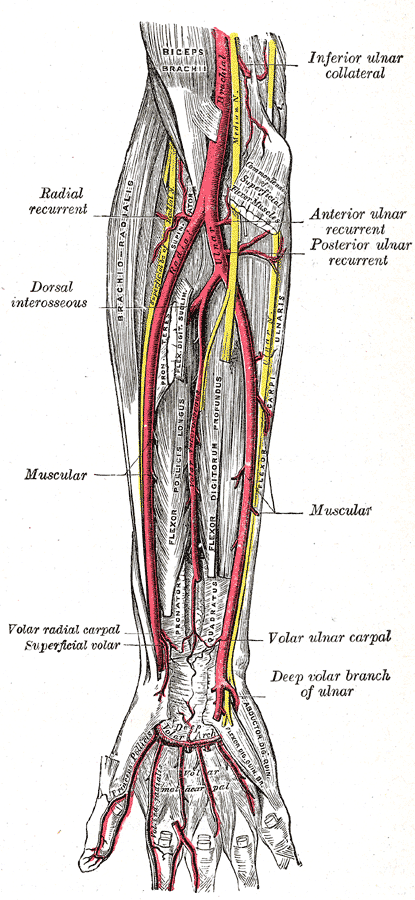
Artérias ulnar e radial. Visão profunda.
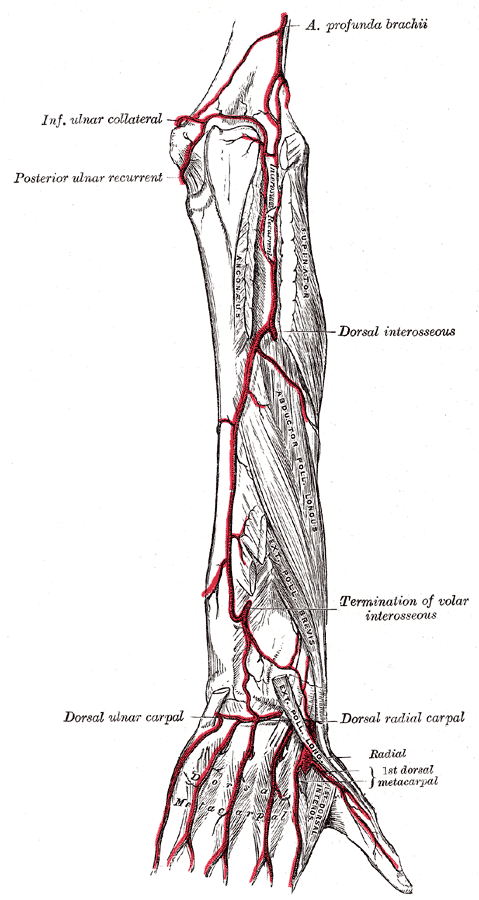
Artérias da parte posterior do antebraço e mão.